# Cuandu
Der Cuandu (Coendou prehensilis) ist ein Nagetier aus der Familie der Baumstachler (Erethizontidae). Er gehört zur Gattung Greifstachler (Coendou) und wird auch als Eigentlicher Greifstachler bezeichnet.

## Beschreibung
Der Cuandu hat eine Körperlänge von etwa 65 cm und besitzt einen etwa 45 cm langen Greifschwanz, den er von unten her um den Ast windet. Der ganze Körper ist gelblich bis gelbbraun gefärbt und mit Stacheln überzogen, sie fehlen aber im Gesicht. Die Oberseite der Schwanzspitze ist kahl, mit quergestellten Hornschuppen bekleidet und sehr feinfühlig.

## Verbreitung

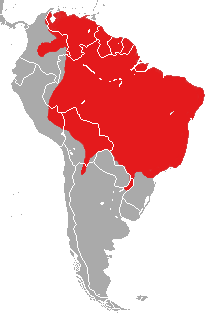
Das Verbreitungsgebiet des Cuandu

Die Art lebt in den Wäldern des nördlichen Südamerika östlich der Anden. Das Verbreitungsgebiet schließt im Norden auch die Insel Trinidad ein. Im Süden umfasst es größere Teile von Bolivien und Paraguay, zwei kleinere Gebiete in Argentinien und die nördliche Hälfte des brasilianischen Bundesstaates Rio Grande do Sul.

## Lebensweise
Der Cuandu verbringt den Tag im dichten Laub der Baumkronen, in hohlen Bäumen, Baumstümpfen oder Erdhöhlen. Er ist vorwiegend nachts aktiv und dank seines Schwanzes ein sehr geschickter Kletterer. Als Nahrung dienen Blätter, Blüten und Knospen. In Mais- und Getreidefeldern oder Bananenplantagen, die er zuweilen aufsucht, gilt er als Schädling.
Die Tiere leben in kleinen Gruppen. Ihre Stacheln sitzen sehr locker, fallen leicht aus und sind eine wirksame Waffe gegen Feinde. Dennoch fand bereits der Naturforscher Félix de Azara die Stacheln mehrmals im Kot des Jaguars.
Das relativ große Neugeborene trägt ein langhaariges, rötliches Fell, das mit kurzen, zunächst noch weichen und biegsamen Stacheln untermischt ist. Die Stacheln werden aber sehr bald hart und steif.
Dem Menschen gegenüber können Cuandus sehr zahm werden. Mitunter sind sie gegeneinander ziemlich aggressiv, indem sie sich beißen oder mit ihren Stacheln stechen. In Zoologischen Gärten erreichten sie ein Alter von fast neun Jahren.